# اوجانس زانزانيان
اوجانس زانزانيان (بالإنجليزية: Oganes Zanazanyan)‏ (و. 1946 – 2015 م) هو لاعب كرة قدم، ومدرب كرة قدم سوفيتي، ولد في أثينا، شارك في الألعاب الأولمبية الصيفية 1972، مركز لعبه هو لاعب وسط، توفي في يريفان، عن عمر يناهز 69 عاماً.

## التعليم
تعلم في جامعة يريفان الحكومية.

## جوائز
حصل على جوائز منها:
- قائد الفنون والآداب (17 يناير 2013)[3]
- جائزة المنافسة العامة  [لغات أخرى]‏ (1946)

## روابط خارجية
- اوجانس زانزانيان على موقع الاتحاد الدولي (مؤرشف)  (الإنجليزية)
- اوجانس زانزانيان على موقع قاعدة بيانات كرة القدم.إي يو (الإنجليزية)
- اوجانس زانزانيان على موقع ناشيونال فوتبول تيمز (الإنجليزية)
- اوجانس زانزانيان على موقع أوليمبيديا (الإنجليزية)